# 아라이 노리코
아라이 노리코(일본어: 新井 紀子 あらい のりこ[*], 1962년 ~ )는 일본의 수학자이다. 전문은 수리논리학과 원격교육이다. 일본의 국립정보학연구소 사회공유지연구센터장・교수/종합연구대학원대학의 복합과학연구과 교수이다．

## 인물
도쿄부(지금의 도쿄도)에서 태어났다. 동경부립국립고등학교를 졸업、하고 히토쓰바시 대학 법학부에 입학했다. 고등학교까지는 수학을 싫어했으나, 대학의 수학시간에 수학의 재미에 눈을 뜨고, 마츠자카 가즈오 수업을 받았다. 대학교 4학년 때, 수학 기초론 연구가 한창이던 일리노이 대학교 수학과에 들어가 유학하고, 다케우치 가이시 교수에게 수업을 받았다. 1년만에 일리노이 대학 수학과를 졸업한 후 장학금을 받고 일리노이 대학 수학과 대학원 석사과정에 진학했다. 교육조교를 하면서 3년의 석사과정을 2년만에 마치고 박사과정에 진학했다.
일리노이 대학에 유학중에 수학자인 아라이 토시야스(新井 敏康)와 결혼했다. 1990년 귀국하여 첫째 아이를 출산한 후 1994년에 히토쓰바시 대학 법학부를 졸업했다. 그 후 나고야시에서 가정주부로서의 삶을 살았지만, 수학자가 되려는 뜻으로 인해 자신의 남편이 부임해있던 히로시마시의 히로시마 시립대학의 정보과학부 조수로서 일하기 시작했다.
1997년 도쿄 공업대학에서의 박사(이과) 논문의 제목은 「On Lengths of Proofs in Propositional Calculi(명제논리에 있어서 증명의 길이연구)」였다. 2006년부터 국립정보학연구소 교수로 부임했다. 또한 2004년부터 모교인 히토쓰바시대학에서 교양과정의 집합, 위선사상과 수리논리학을 강의했다.
2001년부터 "NetCommons"을 발행, 2009년부터는 "Researchmap"을 발행했다. 2011년부터는 인공지능의 "도로보쿤"(東ロボくん) 연구개발 프로젝트의 책임자리를 맡고 있다.。

## 경력
- 1982년 : 히토츠바시 대학 법학부에 입학
- 1985년 : 일리노이 대학교 수학과 졸업
- 1987년 : 일리노이 대학교 수학과 석사
- 1990년 : 일리노이 대학교 수학과 박사
- 1994년 : 히토쓰바시 대학 법학부 졸업
- 1994년 : 히로시마 시립대학 정보과학부 조수
- 1997년 : 도쿄 공업 대학 박사 (이과)
- 1998년 : 필즈 연구소 객원연구원
- 1999년 : 프린스턴 고등연구소 객원연구원, 토론토 대학 정보과학부 객원연구원
- 2001년 : 국립 정보학 연구소 정보학 기초계 조교수, 종합연구대학원대학 수학물리과학연구과 정보학 전공조교수
- 2004년 : 히토쓰바시 대학 교양교육 비상근무 강사
- 2005년 : 도쿄 공업대학 대학원 정보이공학연구과 제휴조교수, 동경 대학 사회과학연구소 객원강사
- 2006년 : 국립 정보학 연구소 정보사회 상관연구계 교수, 종합연구대학원대학 복합과학연구과 정보학 전공교수
- 2006년 : 도쿄 공업대학 대학원 정보이공학 연구과 제휴교수
- 2008년 : 국립 정보학 연구소 사회공유지식 연구센터장
- 2009년 : 국제 기독교 대학 오트마르 기념자연과학 객원교수[7][8][9]